# Aeroportul Eindhoven
Aeroportul Eindhoven (IATA: EIN, ICAO: EHEH) este un aeroport din Eindhoven, Brabantul de Nord, Țările de Jos ce deservește zona Eindhoven. Aeroportul a fost tranzitat în 2022 de 6.330.599 de pasageri. A fost deschis în 1932 și numit după zona deservită.
Situat la o altitudine de 23 m, aeroportul dispune de 1 pistă.

## Infrastructură

### Piste
Aeroportul dispune de o singură pistă. Pista are orientarea 03/21.